# Panteón Rococó
Panteón Rococó es un grupo mexicano de ska originarios de la alcaldía Gustavo A. Madero, de la Ciudad de México, formado en 1995. Tomaron su nombre de la obra teatral de Hugo Argüelles El cocodrilo solitario del panteón rococó.

## Estilo musical
Su estilo se caracteriza su sonido enérgico y movedizo, en el que fusionan diversos géneros de música popular como el ska, el punk, el rock, la salsa, el mariachi, el reggae y la música folclórica mexicana.

## Historia

### Sus inicios
Situados en el contexto del levantamiento indígena zapatista (1994), surge Panteón Rococó en 1995 en la Escuela Nacional Preparatoria 9; tocan en fiestas y pequeños bares, hasta que en 1997, bajo la producción del productor independiente "PP lobo Rekords" editan un casete Demo con seis canciones titulado Toloache pa'mi negra. Momento donde la falta de espacios para el rock mexicano y la necesidad de expresar o bien gritar sus carencias, sentimientos y pensamientos juveniles, con una buena carga de ritmos latinos fusionados con el ska, el punk, el rock; así cuanta música se cruzara en su camino, nace el sonido "rococó".
Entonces la banda tiene diversas presentaciones en importantes conciertos masivos, tales como los realizados en el Estadio Olímpico Universitario y aquellos realizados como apoyo al movimiento del Ejército Zapatista de Liberación Nacional.
El primer concierto de la banda fuera de la Ciudad de México, fue en Misantla, Veracruz, en los 2000.

### Llegan los discos
Después de ser rechazados en varias disqueras nacionales, en 1999 editaron su primer álbum A la izquierda de la tierra, nombre que refleja la ideología de la banda. Este disco fue de suma importancia para ellos, pues nació de manera independiente bajo el sello de Real Independencia Records y del cual se desprendió la canción «La dosis perfecta» la cual no estaba planeada para ser el sencillo, aun así llevó a la banda a masificar su música. 
En el 2000, se presentaron en vivo en la Plaza de la Constitución, donde junto a Los de Abajo, fueron teloneros de Manu Chao. Después de este concierto, ocurrieron más presentaciones de Panteón Rococó en el mismo lugar, el resultado, gran poder de convocatoria entre los jóvenes mexicanos. También se presentaron en el Festival Iberoamericano Vive Latino 2000 y, a pesar de no estar en el escenario principal, lograron convocar a miles de personas llamando la atención de los medios así como de las disqueras de las cuales anteriormente fueron rechazados. 
En 2002 publican el álbum Compañeros musicales, en donde el grupo ratificó su hermandad con el EZLN. Este disco fue producido por Flavio Cianciarulo, bajista de Los Fabulosos Cadillacs, y del que también se desprendieron algunos éxitos como «La carencia» y «Esta noche».
En 2004 presentaron el disco Tres veces tres, grabado en su totalidad en Argentina, que contó con la participación de músicos importantes de la escena musical latinoamericana.
En 2007 llega el álbum homónimo Panteón Rococó con canciones como «Acábame de matar» o «Estrella roja», grabado en la Ciudad de México y que contó con la participación de músicos como Ofelia Medina, José Fors de La Cuca y Amilcar Nadal de Lumumba.

En 2008 los temas «¿Dónde se queda?» y «La distancia» son utilizados como parte del soundtrack de la película Cómo no te voy a querer, en la que participan también otros grupos de rock mexicano como Los Estrambóticos y El Tri.

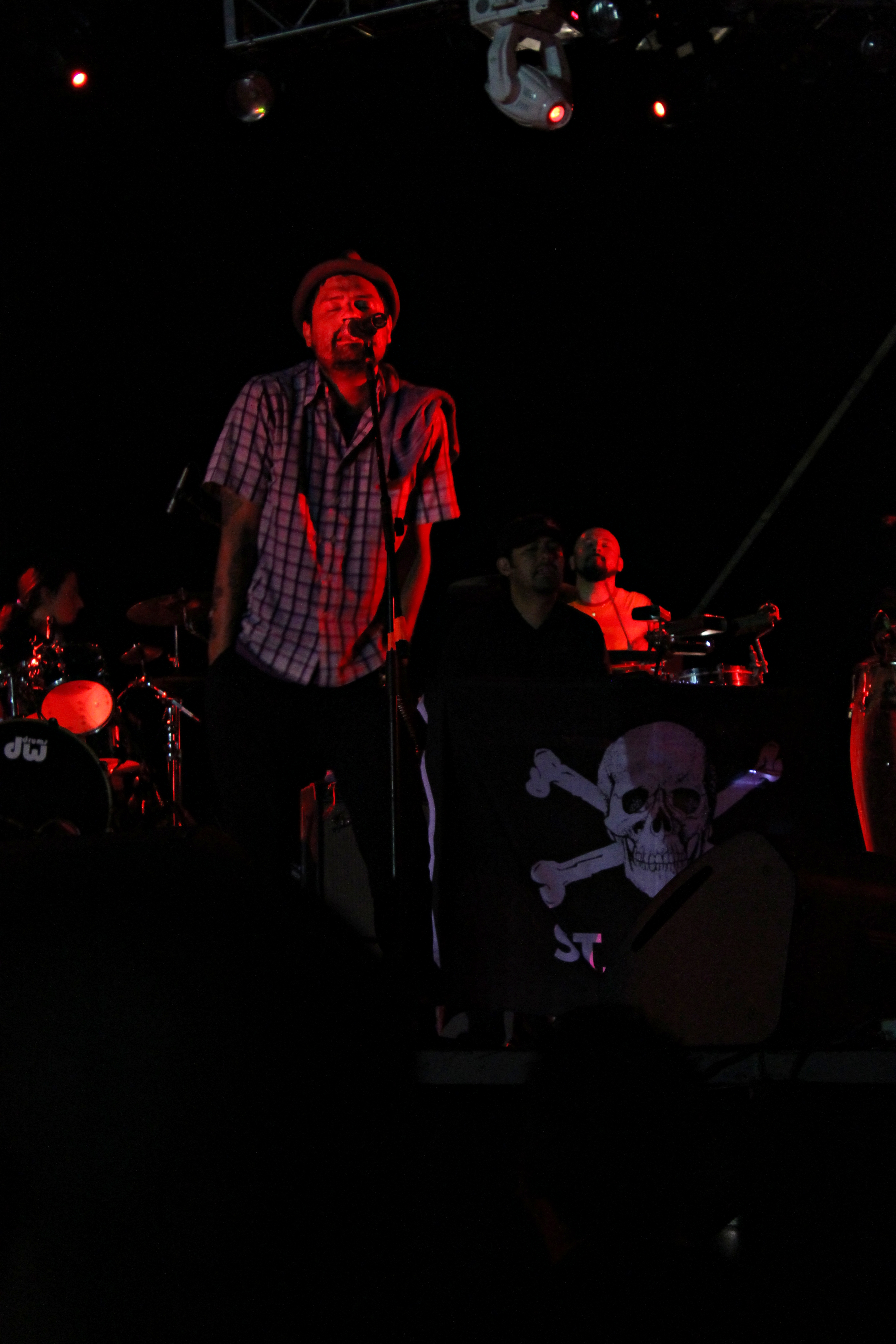
Panteón Rococó en Cancún el 2 de noviembre de 2011, "Festival Antes De Que Se Acabe"

En 2012 es lanzado el disco Ni carne ni pescado, grabado en su totalidad en el propio estudio de Panteón Rococó con la producción musical de Jorge Luis Amaro Lares, conocido como Jorge «Chiquis» Amaro .Este disco cuenta con temas inéditos, reversiones de temas de otras bandas y versiones de sus propias canciones interpretadas por otros músicos como Jotdog, El Clan y DLD, entre otros. Contó con dos sencillos, «Quiero bailar contigo» y «No se porque», este último en colaboración con María Barracuda, y fue puesto a la venta en formato físico el 2 de octubre de ese año.

### Un panteón muy vivo
En 2005, Panteón Rococó cumplió diez años de existencia y los festejó en un magno concierto en el Faro de Oriente en la Ciudad de México, el cual fue grabado y lanzado como el disco y DVD 10 años: Un panteón muy vivo.
El estilo festivo de la banda lo han trasladado en diversas ocasiones a Europa, en donde Panteón Rococó ha tenido gran aceptación, sobre todo en Alemania. No obstante, sus presentaciones en vivo han disminuido notablemente, debido en buena parte al agotamiento creativo del movimiento ska mexicano.

### Ejército de paz
En 2010, Panteón Rococó sacó al mercado su producción Ejército de paz, que tuvo como sencillo a «Arréglame el alma». La mayor parte de los temas de este álbum aborda el activismo social, describiendo la situación que pasa México con canciones como «Democracia fecal» y «Payaso de mentiras», donde se hace alusión al gobierno de su país. Ese mismo año celebran su aniversario de formación número quince en el Palacio de los Deportes, teniendo como invitados especiales a Fidel Nadal, Ely Guerra y Los Amigos Invisibles.

### Tres noches en el Foro Sol

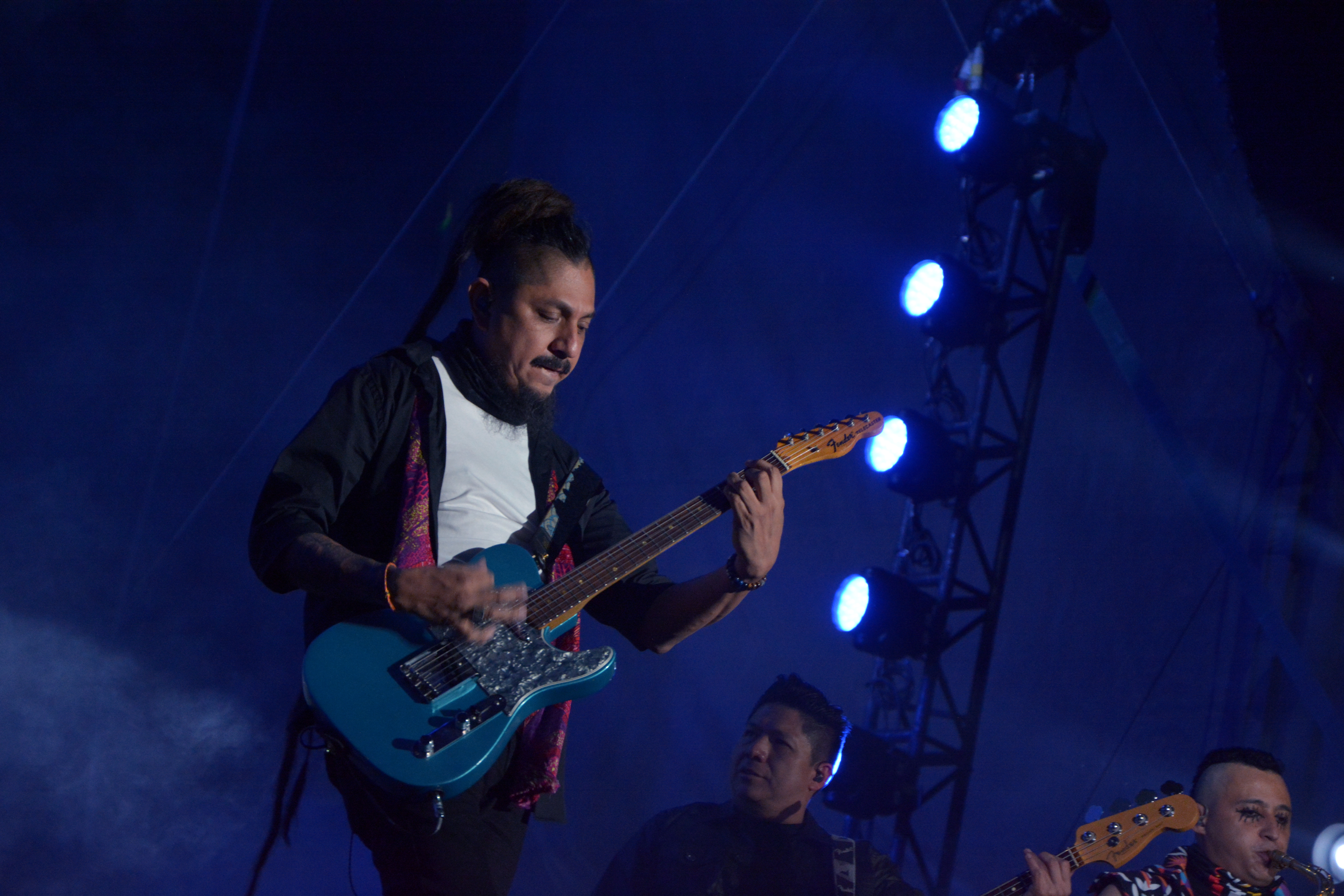
Panteón Rococó El Cuarto de Siglo desde el Foro Sol (Foto: Andre Dulché)

Panteón Rococó se convirtió en 2021 en una de las pocas bandas mexicanas que han llenado el Foro Sol del Autódromo Hermanos Rodríguez, en la Ciudad de México, con tres noches de concierto para celebrar veinticinco años de formación. Luego de que la pandemia COVID-19 aplazara por más de un año y en tres ocasiones los conciertos, estos se realizaron los días 10, 11 y 12 de diciembre de 2021, libres de restricciones sanitarias.
En estos conciertos estuvieron como invitados Francisco Familiar de DLD, Meme y Rubén Albarrán de Café Tacvba, Big Javi de Inspector, Alemán, Santa Fe Klan, María León, Margarita La Diosa de la Cumbia, Mon Laferte, María Barrucada y la Chiquis Amaro de Jotdog, Armando Palomas y Leonardo de Lozanne de Fobia. Las bandas de ska, reggae y punk Antidoping, The Skints y Talco abrieron los conciertos.
| Setlist Panteón Rocó, El Cuarto de Siglo |
| --- |
| - Toloache pa' mi negra - Asesinos - Esta noche - Dime - Estrella roja - Pequeño tratado de un adiós - Vendedora de caricias - La rubia y el demonio - ¿Qué pasará? / Es tan poco el tiempo / Buscándote - Hostilidades - Viernes de webeo - Si una vez (Selena Quintanilla) - El último ska - Vivir así es morir de amor (Camilo Sesto) - 25 rosas (Joan Sebastian) - Te vas a acordar de mí (Tex Tex) - Por ti (Óscar Chávez) - Fugaz - Hasta que te conocí (Juan Gabriel) - Acábame de matar - Mil horas - Cumbia del olvido - Cariñito - La dosis perfecta |
| Encore |
| - Infiernos - Arréglame el alma - Das Herz von St. Pauli - Banderitas y globos (Sumo) - La carencia |

## Colaboraciones

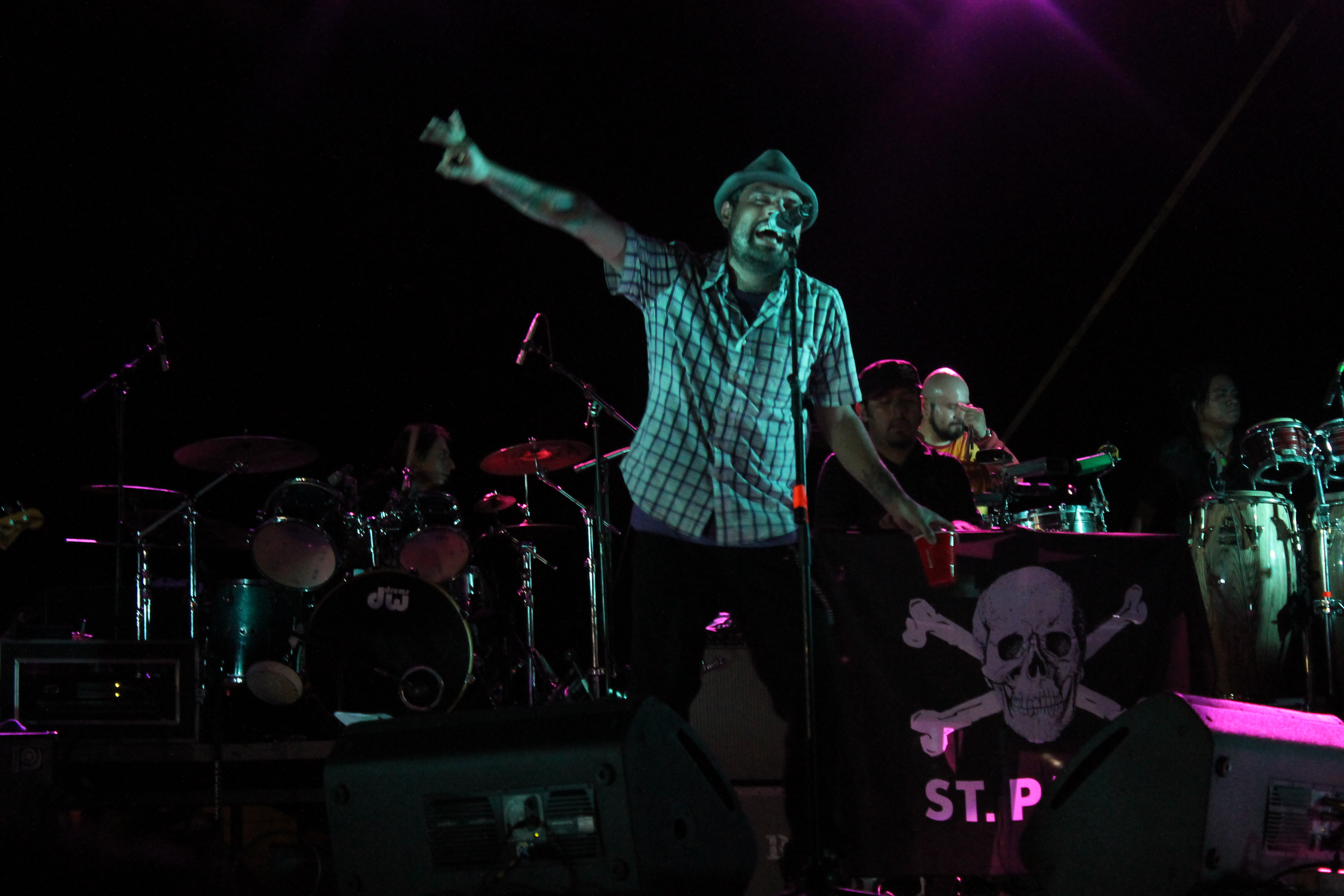
"Antes de que se acabe" Cancún Quintana Roo El 2 de noviembre del 2011

Panteón Rococó ha trabajado a lado de diversos artistas en canciones como:
- «Madre Candela» con Vicentico
- «Cosas del Ayer» con Mimi Maura
- «Si el Norte Fuera Sur» con Ricardo Arjona
- «Sueño Americano» con Adhesivo
- «Tengo un amor» con Genitallica
- «Los Villanos» con No Te Va Gustar
- «Vitamina C» con La Sucursal de la Cumbia
- «Almas Rotas» con DLD
- «Indiferente» con DLD

## Miembros

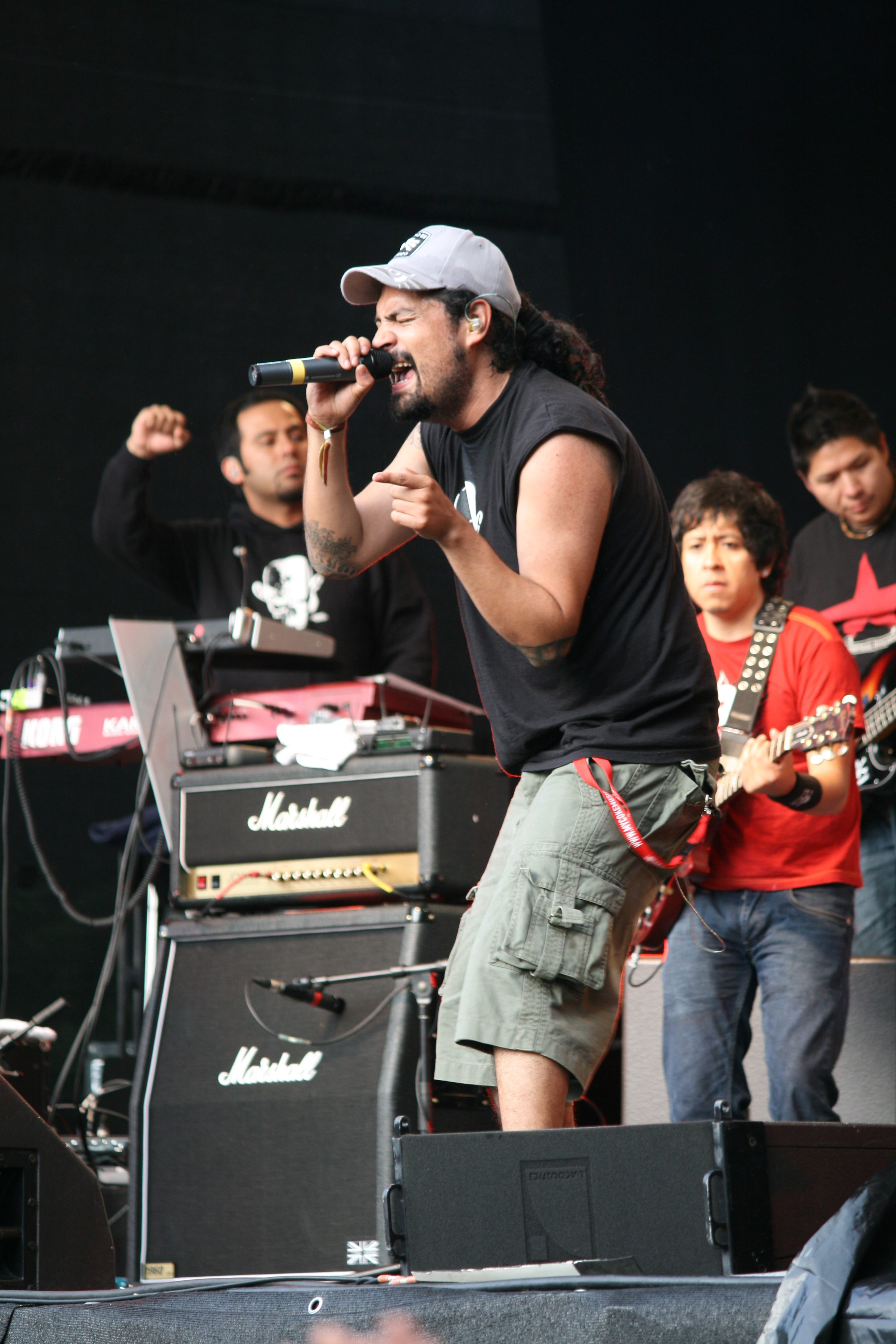
Luis Román Ibarra «Dr. Shenka» - Vocalista
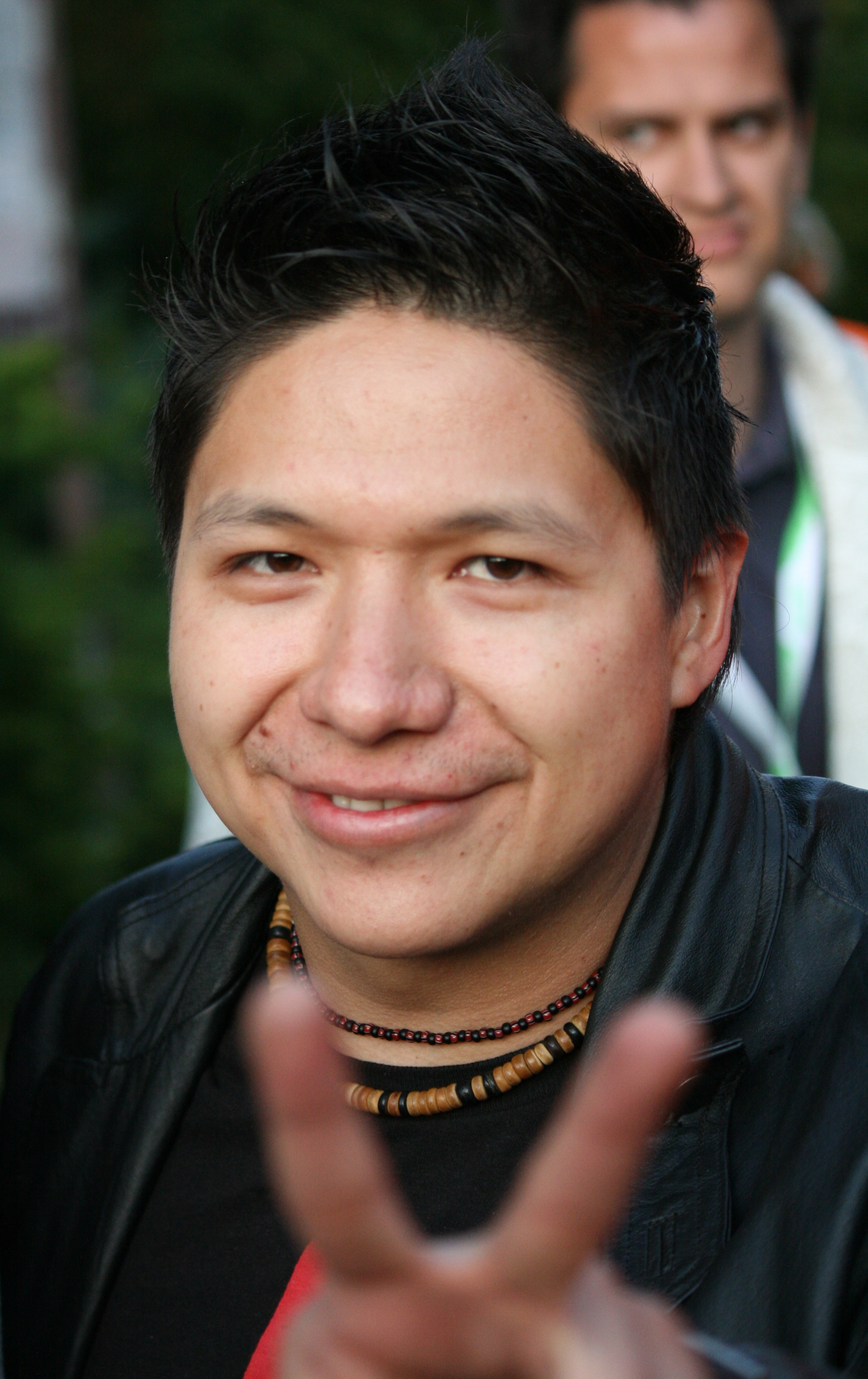
Darío Espinosa - Bajista
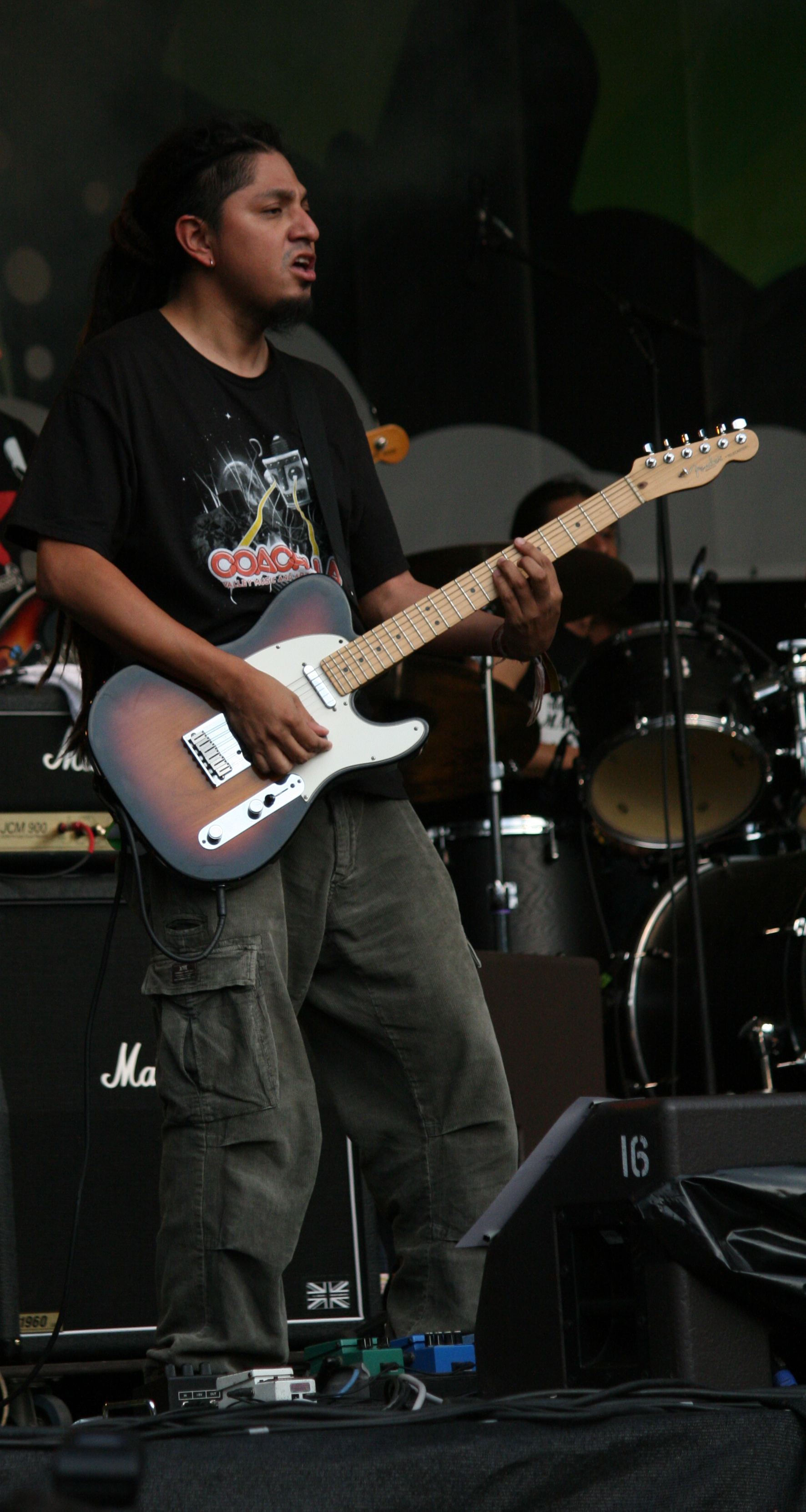
Leonel Rosales «Monel» - Guitarrista
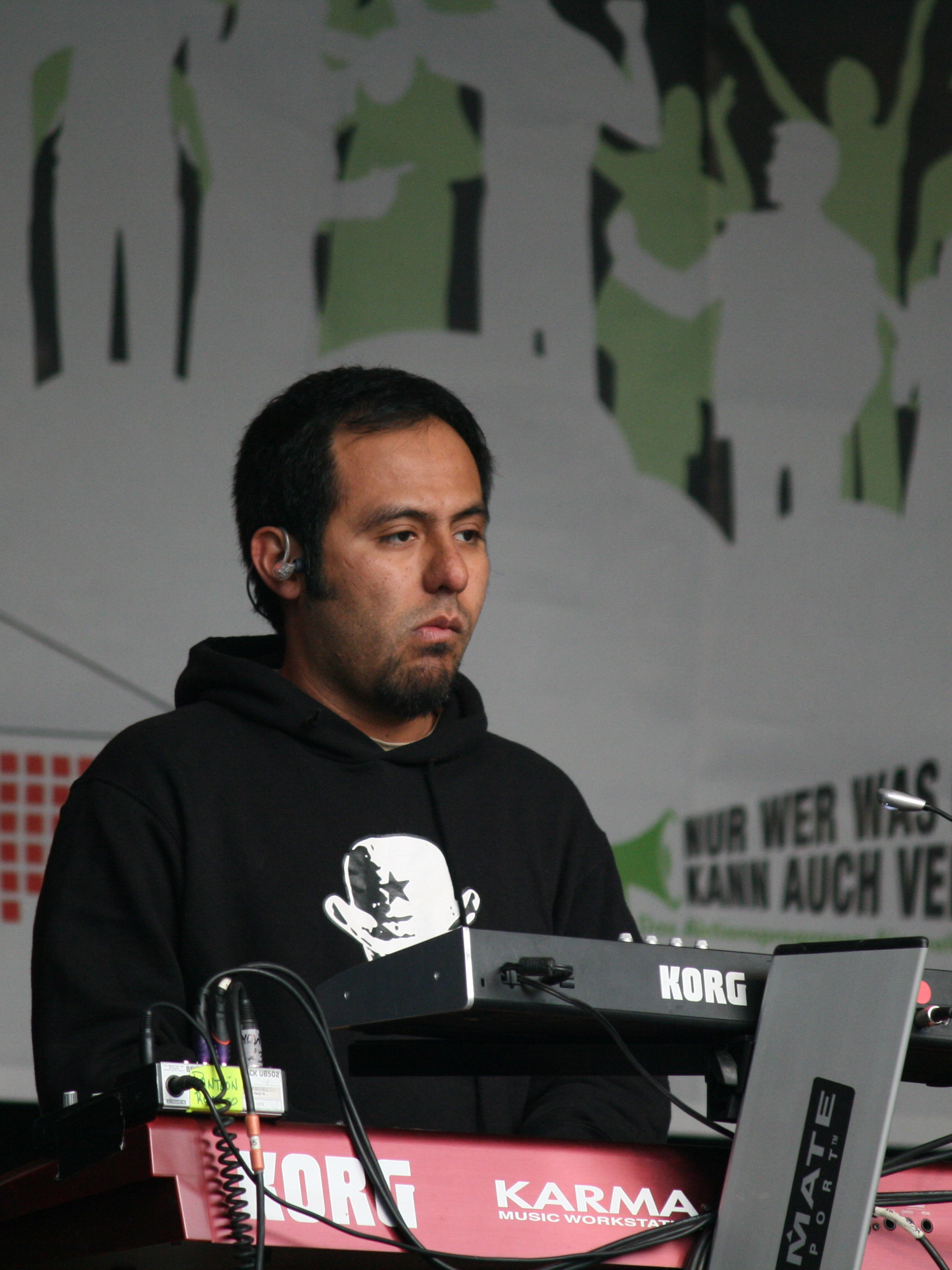
Felipe Bustamante - Teclado
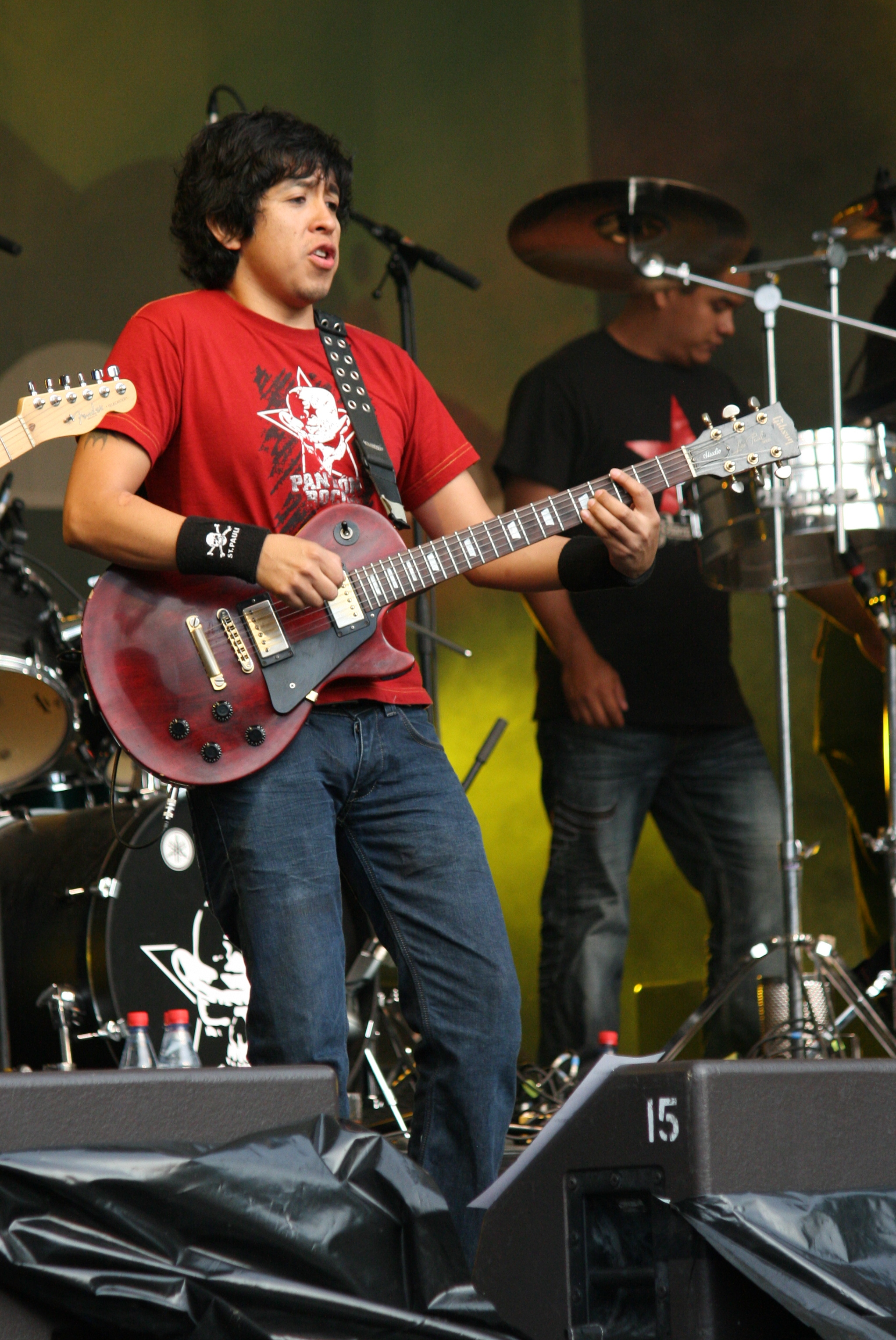
Rodrigo Bonilla "Don Gorri" (Guitarrista)
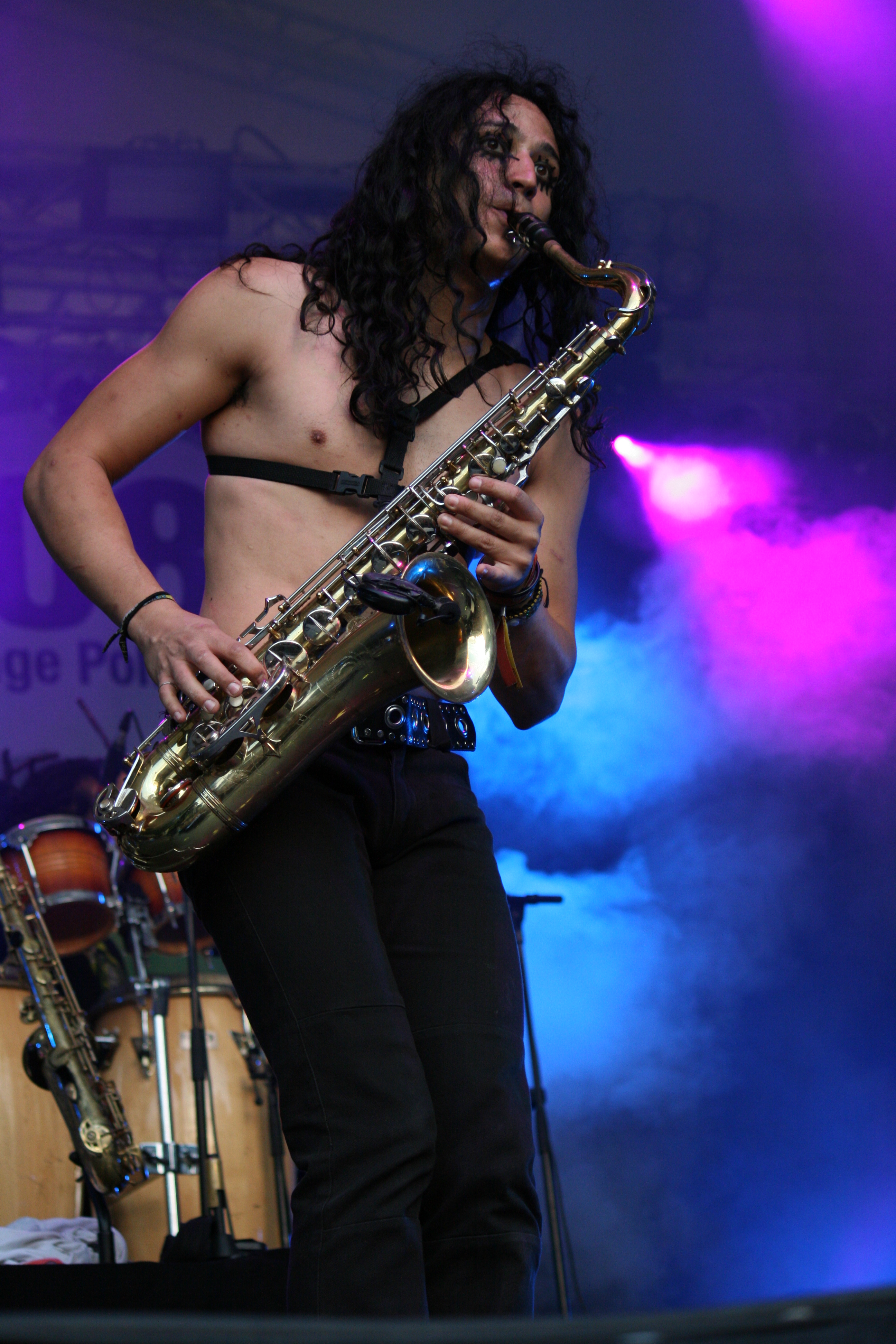
Missael Oseguera - Saxofón
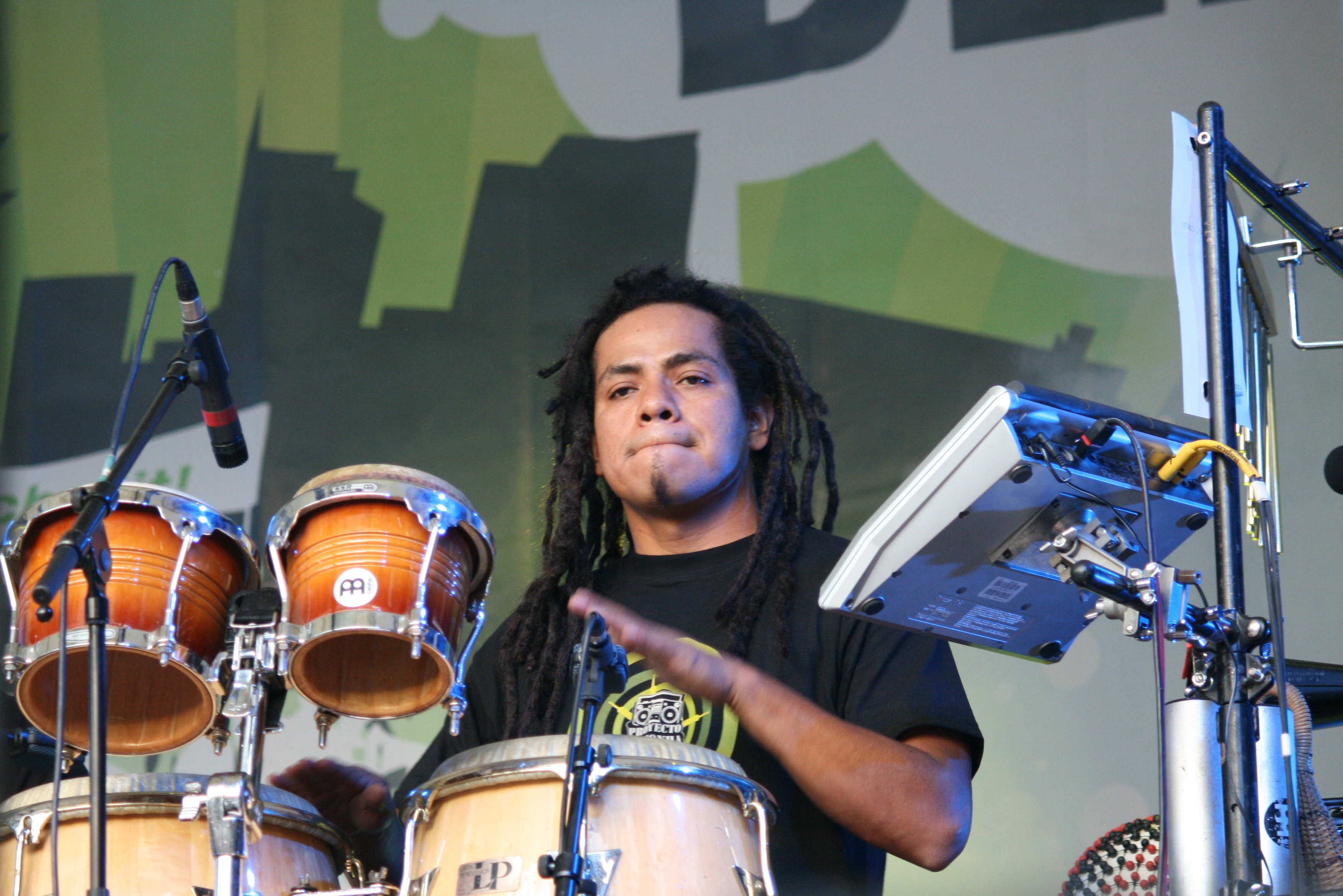
Marco Huerta «Tanis» - Percusión

Rodrigo Joel Bonilla Pineda «Don Gorri»  - Guitarrista

## Discografía

### Álbumes de estudio
- 1997: Toloache pa' mi negra (demo)
- 1999: A la izquierda de la Tierra
- 2002: Compañeros musicales
- 2004: Tres veces tres
- 2007: Panteón Rococó
- 2010: Ejército de paz
- 2012: Ni carne ni pescado
- 2019: Infiernos
- 2021: Ofrenda

### Álbumes en vivo
- 2005: 10 años: Un panteón muy vivo
- 2015: XX años

### Sencillos & EP
- 2014: «Viernes de webeo»[4]
- 2016: «Fugaz (En vivo)» (con Rubén Albarrán) sencillo promocional del concierto de XX Años.
- 2016: «La Dosis Perfecta - Single (Re-Edit)» con Astros de Mendoza.
- 2017: «Mi Tierra» (con Ritmo Peligroso).

### Apariciones
- 1998: Skuela de baile Vol. 1 con «L´América»
- 1998: Skuela de baile Vol. 2 con «Cúrame (Ver. '98)»
- 2003: Banda sonora de Sin ton ni Sonia con «Sonia» y «La rubia y el demonio»
- 2003: Tributo a José Alfredo Jiménez XXX con «Tu recuerdo y yo»
- 2003: Ofrenda a Rockdrigo González con «Los intelectuales»
- 2006: Rigo es Amor con «Lamento de Amor»
- 2007: «Si el norte fuera el sur» con Ricardo Arjona en su álbum Quién dijo ayer
- 2008: Amo al Divo de Juárez con «Inocente Pobre Amigo»
- 2011: Carnaval Toda La Vida!: Tributo a LFC Vol.2 con «Gallo Rojo»
- 2013: «Tengo Un Amor» con Genitallica e Inspector
- 2013: Jose Jose - Un Tributo 2 con «No me digas que te vas» a dueto con Liquits
- 2014: Se creen muy artistas con «La toma»
- 2015: «Mi Tierra» con Ritmo Peligroso
- 2016: Piel a Piel con Aarón y Su Grupo Ilusión en el tema «No Voy A Llorar»
- 2016: Juntos por la Sonora con La Sonora Dinamita en el tema «Hechicería»
- 2018: Se Roba A Grandes Artistas con Ladrón en el tema «Sólo Sé»